# Kaprijke
Kaprijke è un comune belga di 6 298 abitanti, situato nella regione fiamminga.

## Geografia fisica

### Territorio
|  | Il comune di Kaprijke è composto da 2 abitati principali: - Kaprijke (I) - Lembeke (II) |

Gli abitati confinanti sono: (a) Bassevelde, comune di Assenede, (b) Oosteeklo, comune di Assenede, (c) Sleidinge, comune di Evergem, (d)Waarschoot, (e) Eeklo, (f)Sint-Laureins, (g) Sint-Jan-in-Eremo, comune di Sint-Laureins, (h) Watervliet, comune di Sint-Laureins.